# James Saunderson (1er comte Castleton)
James Saunderson, 1er comte Castleton (v.   1667, Sandbeck, Yorkshire - 23 mai 1723) est un propriétaire terrien anglais et homme politique whig qui siège à la Chambre des communes anglaise et britannique entre 1698 et 1710.

## Biographie
Il est le fils de George Saunderson (5e vicomte Castleton) et de sa première épouse Grace Belasyse, fille de Henry Belasyse . Il fait ses études à Laughton et est admis au Magdalene College de Cambridge le 19 novembre 1681, âgé de 14 ans et admis au Gray's Inn en 1686. Il est nommé au bureau des aliénations en 1689, probablement pour récompenser son père pour son soutien au roi William dans la Glorieuse Révolution et hérite du manoir de Kirton à la mort de son frère aîné, Nicolas, en 1693. Il voyage à l'étranger en Allemagne, en Autriche, en Italie, aux Pays-Bas espagnols et en France de 1695 à 1698. Il fréquente l'Université de Padoue en 1696.
Il est élu en tant que député whig de Newark aux Élections générales anglaises de 1698. Il est considéré comme un partisan de la Cour et vote contre le projet de loi de dissolution le 18 janvier 1699. Il est battu lors de la première élection générale de 1701 mais réussit à regagner son siège lors de la deuxième élection générale de 1701. Il est réélu à nouveau dans un scrutin aux élections générales anglaises de 1702 et est réélu sans opposition aux élections générales anglaises de 1705. Il occupe le poste de vice-amiral du Lincolnshire à partir de 1705 et l'intendance de l'honneur de Tickhill à partir de 1708, conservant les deux pour le reste de sa vie. Aux élections générales britanniques de 1708, il est de nouveau réélu sans opposition. Il vote pour la destitution du Dr Sacheverell en 1710 et perd de nouveau son siège aux élections générales britanniques de 1710. En 1711, il est commissaire pour prendre des souscriptions à la Compagnie de la mer du Sud. Il ne se présente pas aux élections générales britanniques de 1713 .
En 1714, Il succède à son père comme 6e vicomte Castleton dans la Pairie d'Irlande. Il est créé baron Saunderson de Saxby, Lincolnshire en 1714, et vicomte Castleton dans la pairie anglaise en 1716. Il est finalement créé comte Castleton de Sandbeck en 1720 .
Il est décédé célibataire à Richmond le 23 mai 1723 «après une longue maladie» . Tous ses titres disparaissent et ses biens passent à son cousin Thomas Lumley (plus tard 3e comte de Scarbrough), qui prend ensuite le nom de famille supplémentaire de Saunderson, par une loi du Parlement .